# Våge Albråten
Per Våge Albråten, född 30 augusti 1913 i Örebro, död 29 december 1995 i Arvika, var en svensk konstnär. Han var son till Ignácz Caroly Beôrecz och Riborg Böving. 
Albråten studerade konst för sin far och för Fritz Lindström och blev elev vid Slöjdföreningens skola i Göteborg 1932. Han debuterade i Arvika konstförenings västvärmländska utställning 1946.